# Nuclear Posture Review
Nuclear Posture Review («Обзор ядерной политики») — документ, определяющий долгосрочную стратегию США в области ядерных вооружений. Выпускается Минобороны США каждые восемь лет начиная с 1994 года. Последний такой документ был обнародован в феврале 2018 года.

## История

### 1994
Первый обзор, связанный с пересмотром системы ядерного планирования США после распада СССР и завершения холодной войны, был подготовлен в 1994 году, а второй — в 2002 году. С тех пор он начал проводиться регулярно. Цель — определение роли ядерного оружия в стратегической безопасности США. Финальная версия доклада является засекреченной и представляется Конгрессу.
В первой версии NPR от 1994 года, одобренной президентом Биллом Клинтоном, заявлялось о снижении роли ядерного оружия, но признавалось его значение для «сдерживания и устрашения» и допускалось применение для защиты самих США и их союзников. Политика ядерного сдерживания была разделена на три уровня.
Первый уровень — продолжение традиционной политики ядерного сдерживания России, причём стратегические ядерные силы (СЯС) России по-прежнему рассматривались как приоритетная угроза для национальной безопасности США. Вскоре после этого министр обороны США Уильям Перри провозгласил переход в отношениях с Россией к доктрине «взаимно гарантированной безопасности». Администрация Клинтона заявляла о готовности продолжать переговоры о сокращении стратегических наступательных вооружений при условии, что российское руководство сохраняло приверженность набору «демократических ценностей». При этом СЯС США сохраняли высокий контрсиловой потенциал.
Второй уровень — сдерживание КНР. В 1989—1994 годах американские аналитики пришли к выводу, что КНР может стать «новой сверхдержавой» и поэтому потенциально опасна для США. Гипотетическое американо-китайское столкновение рассматривалось в Вашингтоне как подготовленное вмешательство США в конфликт Пекина с кем-либо из его соседей (Тайвань, Южно-Китайское море, Непал, Вьетнам, Индия).
Третий уровень — применение концепции сдерживания в отношении региональных держав. Возможность использования силы против нарушителей режима нераспространения оружия массового уничтожения (ОМУ) была зафиксирована в президентской директиве ещё в 1993 году. В NPR от 1994 года предотвращение распространения ОМУ рассматривалось как одна из приоритетных задач ядерной стратегии США. В 1995 году была издана директива президента США, которая включила в понятие «контрраспространение» борьбу за предотвращение попадания ОМУ в руки террористических групп. В 1997 году была издана президентская директива, которая допускала возможность нанесения разоружающих ударов по местам хранения и производства ОМУ.

### 2002
Обзор 2002 года, обнародованный при Джордже Буше-младшем, закреплял возможность применения ядерных сил против неядерных государств, назывались конкретные ситуации для удара и потенциально опасные страны — Россия, КНР, Ливия, Сирия и страны Оси зла.
В новой версии ядерной стратегии впервые в развёрнутом виде была сформулирована концепция следующего этапа военного обеспечения национальной безопасности США — переход к новой триаде:
1. наступательная составляющая — компоненты «старой» ядерной триады (МБР — межконтинентальные баллистические ракеты, БРПЛ — баллистические ракеты подводных лодок, ТБ — тяжёлые бомбардировщики);
2. компоненты активной и пассивной обороны, необходимой для более эффективного урегулирования кризисных ситуаций, поскольку, как показали события 11 сентября 2001 года, наличие одних лишь наступательных ядерных сил неспособно сдержать агрессию в XXI веке;
3. гибкая оборонительная инфраструктура, включающая противоракетную оборону, развитую оборонно-промышленную инфраструктуру, а также модернизированные средства управления.

### 2010
В 2009 году президент Обама в Праге предложил программу снижения ядерной опасности и достижения в долгосрочной перспективе безъядерного мира при одновременном обеспечении более широких интересов США в сфере безопасности, предусматривавшую:
- предотвращение распространения ядерного оружия (нарушители режима нераспространения — Иран и КНДР) и ядерного терроризма (ядерный терроризм — главная угроза международному порядку);
- снижение роли ядерного оружия в стратегии национальной безопасности США;
- обеспечение стратегического сдерживания и стабильности при сниженном уровне ядерных сил;
- усиление регионального сдерживания и подтверждение гарантий союзникам и партнёрам США;
- поддержание безопасного, надёжного и эффективного ядерного арсенала.

Несмотря на то, что Обама назвал главным приоритетом своей администрации полное уничтожение ядерного оружия во всем мире, в новой стратегии 2010 года подчёркивалась необходимость сохранения на неопределённо долгий срок американской традиционной «ядерной триады» (МБР, БРПЛ, ТБ), но в отличие от стратегии 2002 года, новая доктрина вообще не предполагала участия США в крупномасштабном ядерном конфликте. Угрозы со стороны неядерных государств предполагалось отражать лишь обычными вооружениями, даже если речь шла о применении против США химического, бактериологического или кибероружия.
В новой стратегии отдельно оговаривалось, что США рассматривают ядерное оружие исключительно как инструмент сдерживания. Тем не менее США оставляли за собой право первыми применить ядерное оружие, если «уровень разработки химического или бактериологического оружия» может быть признан опасным для безопасности США. Обязательство о неприменении ядерного оружия против неядерных государств будет распространяться только на те страны, которые выполняют международные соглашения о нераспространении оружия массового поражения.
Обзор ядерной политики 2010 года предусматривал отказ от разработки новых ядерных вооружений типа ядерных противобункерных бомб, предложенных администрацией Буша-младшего. Новая доктрина не предполагала вывода с территории европейских стран (Бельгии, Турции, Италии, Германии и Нидерландов) тактического ядерного оружия.

### 2018
В феврале 2018 года была обнародована новая ядерная стратегия США, сменившая доктрину 2010 года, принятую при администрации Барака Обамы. Из новой стратегии следует, что США ключевыми своими соперниками считают Россию и Китай. Для противостояния им США готовы вкладывать средства в новые системы вооружений, включая маломощную ядерную боеголовку для морских баллистических ракет Trident D5, и в модернизацию старых программ, включая крылатые ракеты морского базирования Tomahawk в ядерном оснащении. В новой доктрине также указано, что США будут в целом активно модернизировать свою ядерную триаду (стратегическую авиацию, межконтинентальные баллистические ракеты и атомные подводные ракетоносцы) и будут координировать свою политику ядерного сдерживания России с Великобританией и Францией.